# Giorgio Dimatore
Giorgio Dimatore (Venezia, 13 luglio 1966) è un ex cestista italiano.

## Carriera
Ha giocato giovanissimo in Serie A1 con il Basket Mestre, con il Basket Fabriano e la Scavolini Pesaro. Nel 1988-89 è ancora a Mestre in serie B1.

## Palmarès
- Coppa Italia: 1

Pesaro: 1985